# Brodi (actriz pornográfica)
Brodi (Estados Unidos, 10 de agosto de 1984) es una actriz pornográfica y modelo erótica estadounidense.

## Biografía
Nacida en agosto de 1984 en el seno de una familia con raíces latinas y persas, hizo su debut en la industria del entretenimiento para adultos en el año 2004, cuando contaba 20 años. Se desconocen datos de su vida anterior a su fase como actriz. Llegó a trabajar con distintos estudios, como Adam & Eve, Devil's Film, VCA Pictures, Red Light District, Kick Ass, Anarchy Films, Backend Films, Anabolic, Pink Visual, Badass o Bangbros, entre otros.
En 2004 protagonizó The Violation of Audrey Hollander, por la que ganó al año siguiente en los Premios AVN (fue su única nominación) el galardón a la Mejor escena de sexo lésbico en grupo junto a Audrey Hollander, Ashley Blue, Gia Paloma, Kelly Klein y Tyla Wynn. Por la misma también ganaría en los Premios XRCO la estatuilla de Mejor escena lésbica.
Dejó la industria en 2007, habiendo aparecido en más de 90 películas como actriz.
Algunas películas suyas fueron Cindy's Way 4, Easy Prey, First Date, Girl Pirates, Honey Drippers, Instant Lesbian, Lick My Little Tits, Nut Busters 7, Pick-Up Girls 2, Sex Apprentice, Teens For Cash 9 o What Daddy Doesn't Know 2.

## Premios y nominaciones
| Año  | Ceremonia    | Resultado | Premio                                | Trabajo                           |
| ---- | ------------ | --------- | ------------------------------------- | --------------------------------- |
| 2005 | Premios AVN  | Ganadora  | Mejor escena de sexo lésbico en grupo | The Violation of Audrey Hollander |
| 2005 | Premios XRCO | Ganadora  | Mejor escena lésbica                  | The Violation of Audrey Hollander |